# Vieure
Viaure en occità (forma a verificar) i en francès Vieure és un municipi francès, situat al departament de l'Alier i a la regió d'Alvèrnia-Roine-Alps. L'any 2007 tenia 250 habitants.

## Demografia

### Població
El 2007 la població de fet de Vieure era de 250 persones. Hi havia 117 famílies de les quals 35 eren unipersonals (23 homes vivint sols i 12 dones vivint soles), 47 parelles sense fills, 23 parelles amb fills i 12 famílies monoparentals amb fills.
La població ha evolucionat segons el següent gràfic:
Habitants censats

### Habitatges
El 2007 hi havia 176 habitatges, 112 eren l'habitatge principal de la família, 46 eren segones residències i 18 estaven desocupats. 169 eren cases i 7 eren apartaments. Dels 112 habitatges principals, 79 estaven ocupats pels seus propietaris, 22 estaven llogats i ocupats pels llogaters i 11 estaven cedits a títol gratuït; 10 tenien dues cambres, 21 en tenien tres, 30 en tenien quatre i 51 en tenien cinc o més. 79 habitatges disposaven pel capbaix d'una plaça de pàrquing. A 54 habitatges hi havia un automòbil i a 46 n'hi havia dos o més.

### Piràmide de població
La piràmide de població per edats i sexe el 2009 era:
| Homes | Edats   | Dones |
| ----- | ------- | ----- |
| 0     | 95 o +  | 0     |
| 0     | 90 a 94 | 0     |
| 0     | 85 a 89 | 0     |
| 8     | 80 a 84 | 0     |
| 24    | 75 a 79 | 16    |
| 4     | 70 a 74 | 12    |
| 0     | 65 a 69 | 16    |
| 0     | 60 a 64 | 0     |
| 8     | 55 a 59 | 0     |
| 24    | 50 a 54 | 8     |
| 8     | 45 a 49 | 12    |
| 12    | 40 a 44 | 8     |
| 0     | 35 a 39 | 4     |
| 4     | 30 a 34 | 8     |
| 4     | 25 a 29 | 4     |
| 12    | 20 a 24 | 8     |
| 8     | 15 a 19 | 16    |
| 8     | 10 a 14 | 24    |
| 0     | 5 a 9   | 0     |
| 4     | 0 a 4   | 0     |

## Economia
El 2007 la població en edat de treballar era de 137 persones, 107 eren actives i 30 eren inactives. De les 107 persones actives 97 estaven ocupades (57 homes i 40 dones) i 10 estaven aturades (4 homes i 6 dones). De les 30 persones inactives 9 estaven jubilades, 9 estaven estudiant i 12 estaven classificades com a «altres inactius».

### Ingressos
El 2009 a Vieure hi havia 120 unitats fiscals que integraven 281 persones, la mediana anual d'ingressos fiscals per persona era de 13.241 €.

### Activitats econòmiques
Dels 8 establiments que hi havia el 2007, 1 era d'una empresa de construcció, 3 d'empreses de comerç i reparació d'automòbils, 2 d'empreses d'hostatgeria i restauració, 1 d'una empresa immobiliària i 1 d'una empresa classificada com a «altres activitats de serveis».
Dels 2 establiments de servei als particulars que hi havia el 2009, 1 era un electricista i 1 restaurant.
L'únic establiment comercial que hi havia el 2009 era una adrogueria.
L'any 2000 a Vieure hi havia 28 explotacions agrícoles que ocupaven un total de 2.020 hectàrees.

## Equipaments sanitaris i escolars
El 2009 hi havia una escola elemental integrada dins d'un grup escolar amb les comunes properes formant una escola dispersa.

## Poblacions més properes
El següent diagrama mostra les poblacions més properes.